# Apilocrocis albicupralis
Apilocrocis albicupralis là một loài bướm đêm trong họ Crambidae.